# Christof Lauer

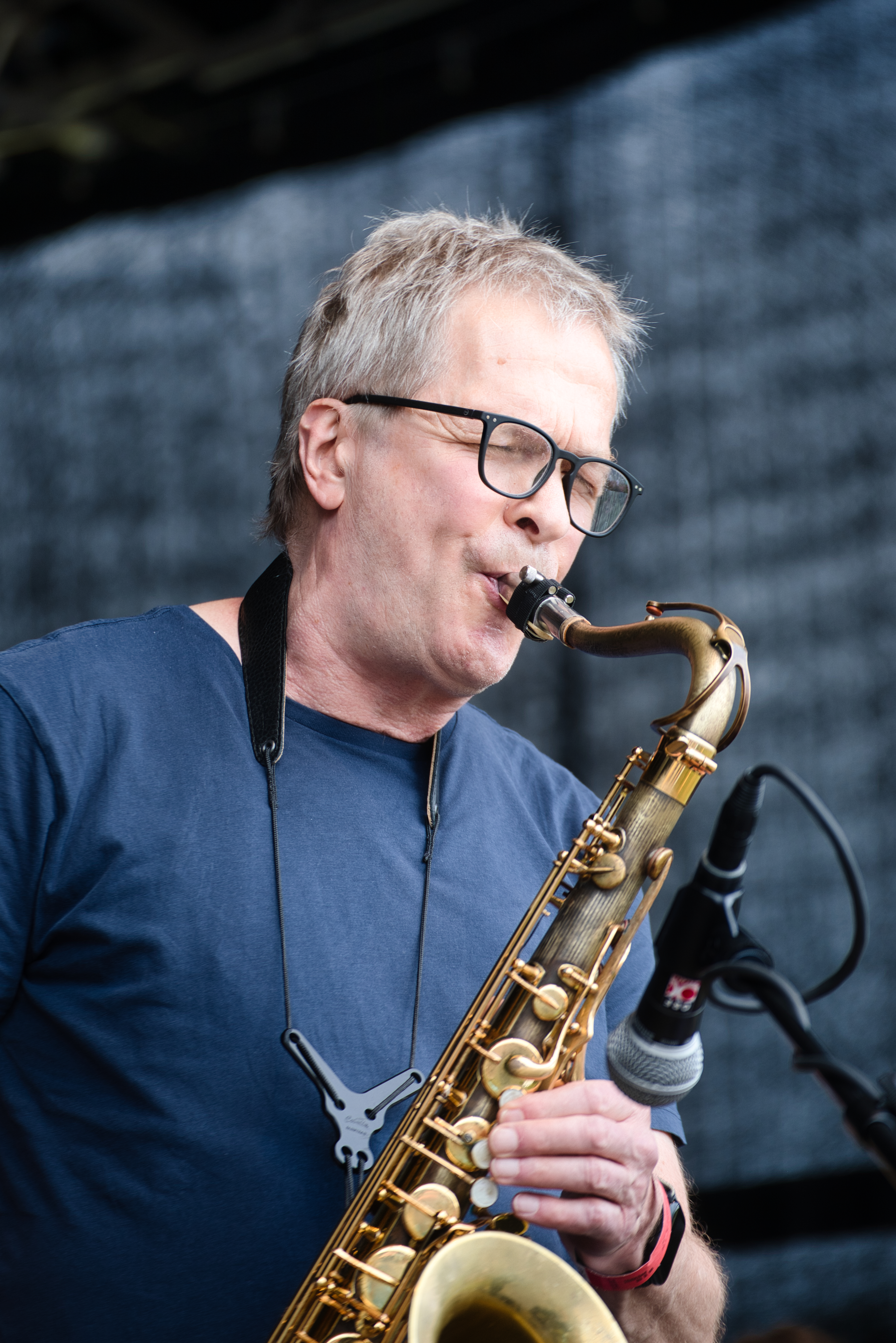
Christof Lauer auf dem INNtöne Jazzfestival 2024

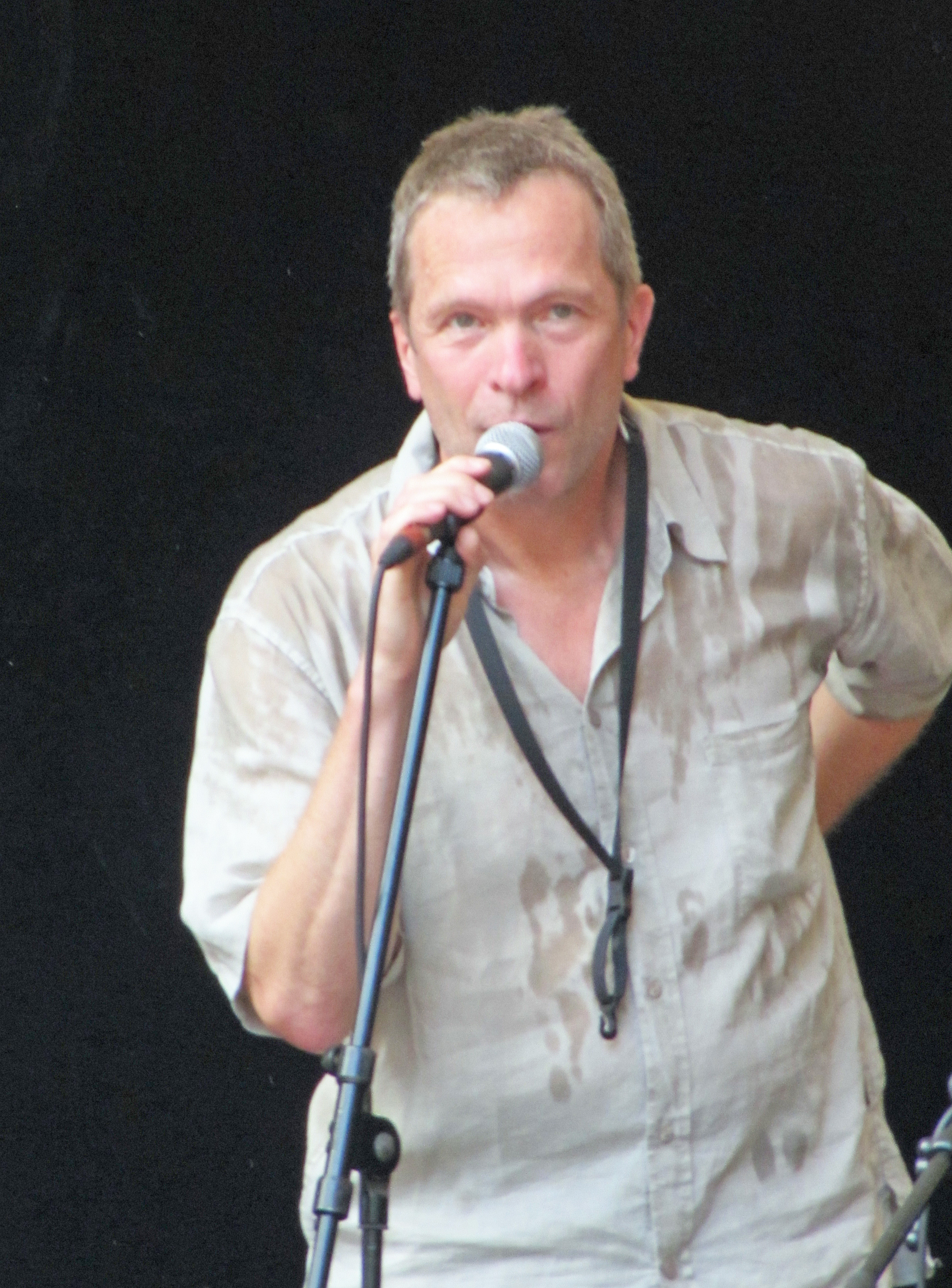
2010 in Frankfurt am Main

Christof Lauer (* 25. Mai 1953 in Melsungen, Hessen) ist ein deutscher Jazzmusiker (Tenorsaxophon,  Sopransaxophon, Komposition). Er wurde u. a. mit den SWF-Jazzpreis (1986) und dem Jazzpreis des Landes Hessen (2005) ausgezeichnet und gehört zu den wichtigen europäischen Jazzsaxophonisten.

## Leben und Wirken
Lauer stammt aus einer Pfarrersfamilie, erlernte im Alter von sechs Jahren das Klavierspiel und bekam in seiner Kindheit auch Cello-Unterricht. Dieses Instrument studierte er schließlich am Hoch’schen Konservatorium in Frankfurt am Main. 1971 wechselte Lauer zum Tenorsaxophon und studierte von 1972 bis 1974 im Jazzstudiengang an der Hochschule für Musik und darstellende Kunst Graz bei Dieter Glawischnig. Anschließend war er Mitglied im Erich Kleinschuster Sextett.
Im Jahr 1978 kehrte Christof Lauer nach Frankfurt zurück, wurde 1979 Mitglied des  Jazz-Ensembles des Hessischen Rundfunks und nahm auch in der Gruppe Voices mit Heinz Sauer, Bob Degen und Ralf Hübner Günter Kronbergs Platz ein. 1993 ging Lauer als Solist in die NDR Bigband (wo er bis zu seiner Pensionierung 2018 wirkte), 1994 wurde er Mitglied des United Jazz and Rock Ensemble, in dem er den Platz von Charlie Mariano einnahm. 1996 holte ihn Albert Mangelsdorff in sein Quintett.
Lauer wurde in seiner musikalischen Entwicklung nachhaltig vom Free Jazz und der Musik von John Coltrane beeinflusst. Weiterhin hatten Musikerpersönlichkeiten wie Stan Getz und Albert Ayler Einfluss auf Lauer, der längst seine eigene musikalische Sprache gefunden hat. 
Seit 1990 veröffentlicht Lauer regelmäßig CDs unter eigenem Namen. Er spielte Alben mit Michel Godard und Marc Ducret ein sowie mit Jens Thomas, Geir Lysne und anderen Künstlern.

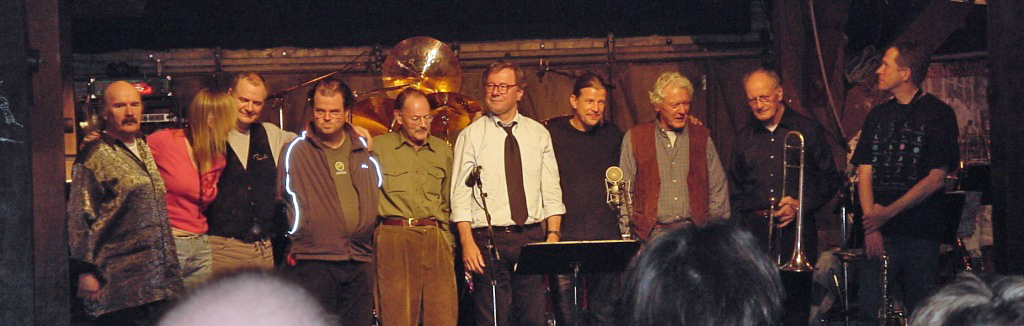
Lauer mit dem United Jazz + Rock Ensemble (2002)

## Preise und Auszeichnungen
- 1986 Jazzpreis des Südwestfunks (heute Südwestrundfunk)
- 1999 Jahrespreis der deutschen Schallplattenkritik für Fragile Network
- 2005 Hessischer Jazzpreis.
- 2015 ECHO Jazz für sein Album Petite Fleur als Bigband-Album des Jahres

## Diskographische Hinweise

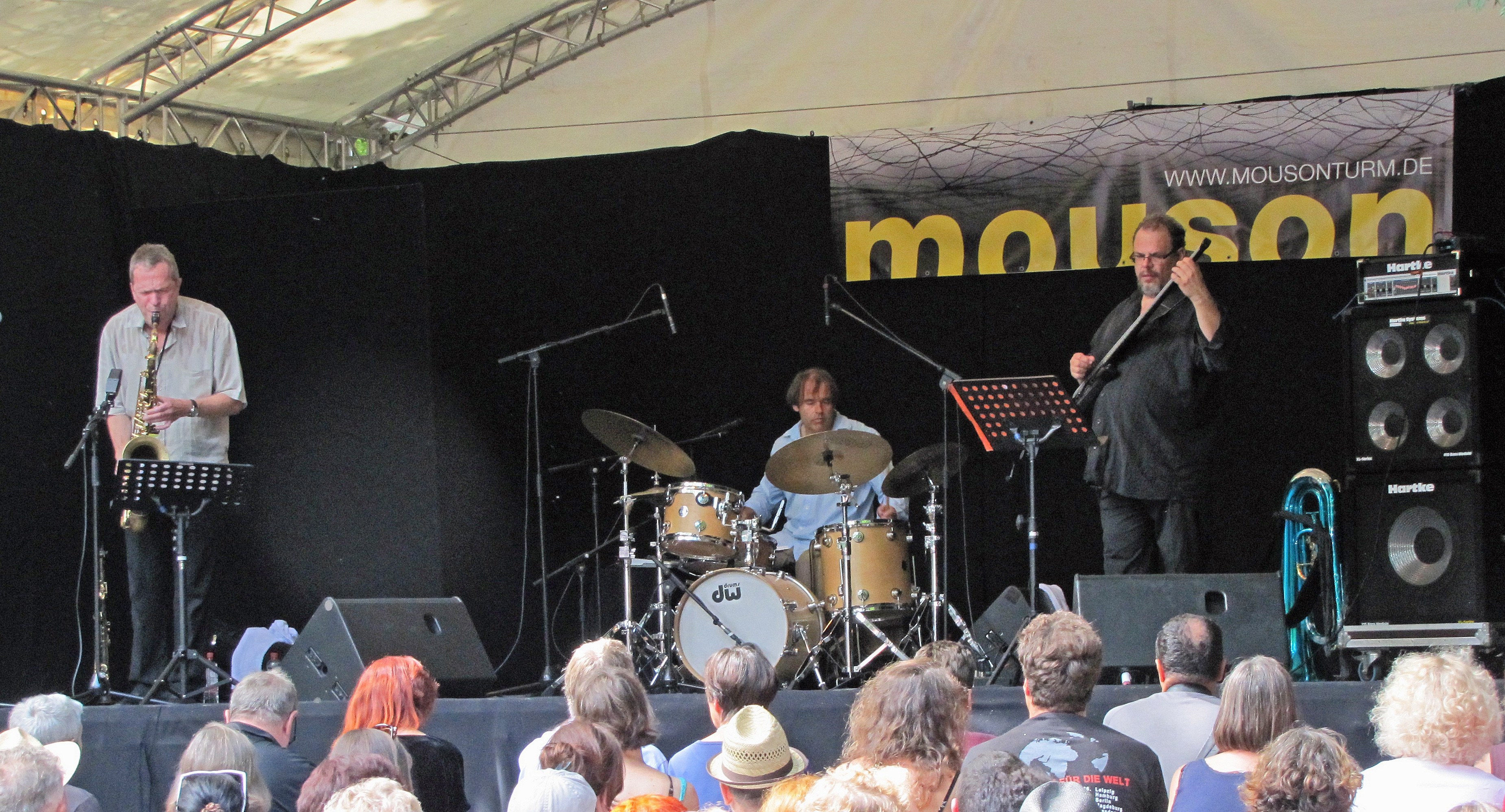
Mit Patrice Héral und Michel Godard, 2010

- 1990 Christof Lauer (mit Joachim Kühn, Palle Danielsson und Peter Erskine), Jahrespreis der Deutschen Schallplattenkritik
- 1994 Evidence (französische Auszeichnung „Choc de l’année“), Vierteljahrespreis der Deutschen Schallplattenkritik
- 1999 Fragile Network
- 1999 Kudsi Ergüner Ottomania
- 2001 Christof Lauer/Jens Thomas Shadows in the Rain, Vierteljahrespreis der Deutschen Schallplattenkritik 4/2001
- 2003 Heaven
- 2003 Christof Lauer/Jens Thomas Pure Joy
- 2006 Blues in Mind (mit Michel Godard und Gary Husband)
- 2011 Out of Print, im Duo mit Eric Watson, (Outnote Records)
- 2014 Petite Fleur mit NDR Bigband play Sidney Bechet (ACT)
- 2015  Gerardo Nuñez, Ulf Wakenius, Chano Domínguez, Ramón Valle Trio, Christof Lauer, Cepillo* - Jazzpaña Live (ACT)